# Fagonia acerosa
Fagonia acerosa är en pockenholtsväxtart som beskrevs av Pierre Edmond Boissier. Fagonia acerosa ingår i släktet Fagonia och familjen pockenholtsväxter. Inga underarter finns listade i Catalogue of Life.